# بخش سولنتونا
بخش سولنتونا (به سوئدی: Sollentuna kommun) یک ناحیه شهرداری در سوئد است که در شهرستان استکهلم واقع شده‌است.

## خواهرخوانده
شهرهای Hvidovre Municipality، سائو، توسولا و Oppegård خواهرخوانده‌های بخش سولنتونا هستند.